# Aubing
Aubing is een plaats (en stadsdeel) in de Duitse stad München, deelstaat Beieren en maakt deel uit van het stadtbezirk Aubing-Lochhausen-Langwied. 

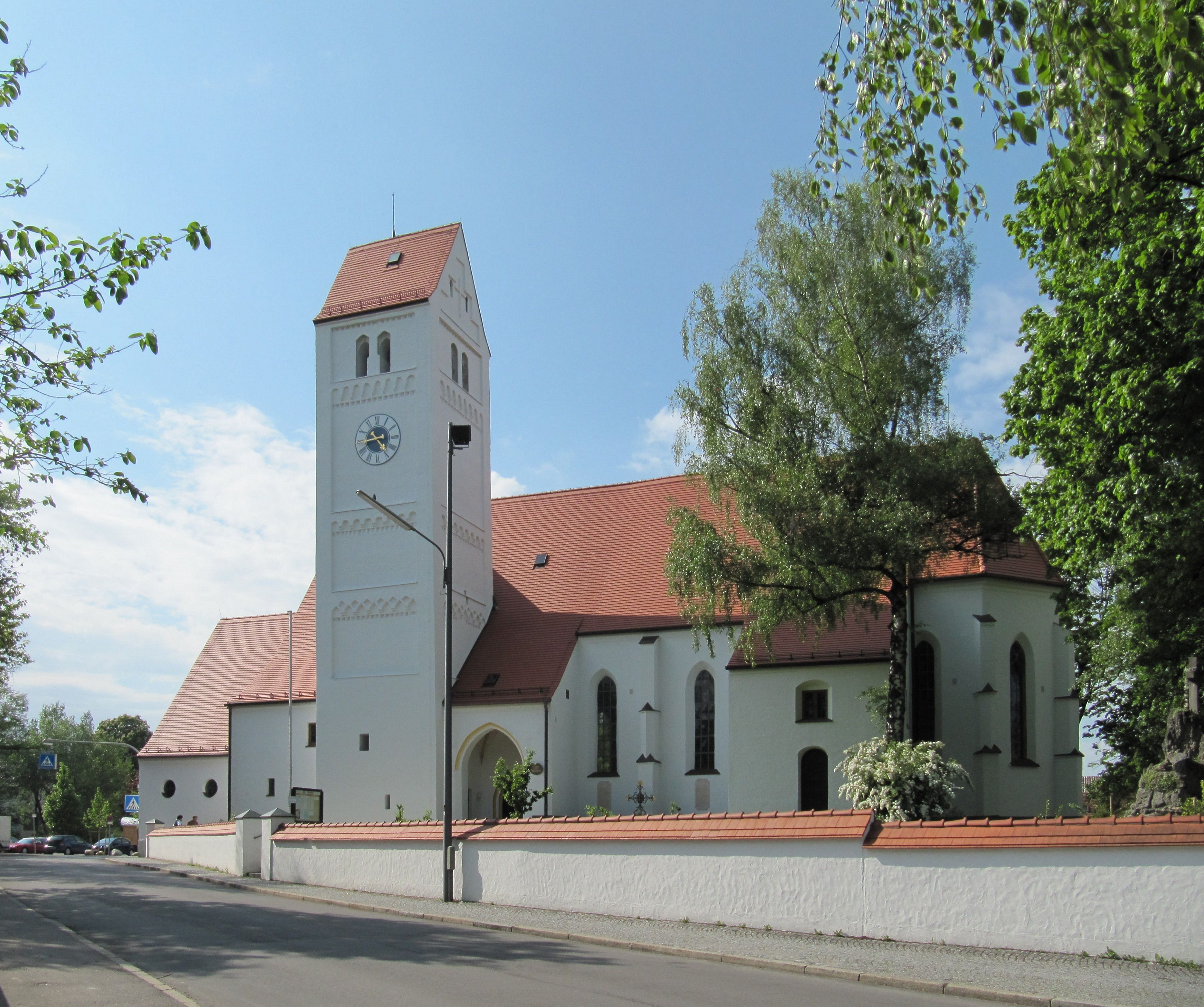
Het oudste gebouw van Aubing

## Geschiedenis
Van 1818 tot 1942 was Aubing een zelfstandige gemeente. In dat jaar werd de gemeente geannexeerd door de stad München. In 1992 is het is het toenmalige stadsdeel Aubing onderdeel geworden van het stadtbezirk Aubing-Lochhausen-Langwied door de samenvoeging met het stadsdeel Lochhausen-Langwied.